# Patrik Schick
Patrik Schick (Prag, 24. siječnja 1996.) češki je nogometaš koji igra na poziciji napadača. Trenutačno igra za Bayer Leverkusen.

## Klupska karijera

### Sparta Prag
Za prašku Spartu debitirao je 3. svibnja 2014. u utakmici protiv Teplica koju je Sparta izgubila 1:3. Tijekom dvije sezone za klub je nastupao 4 puta te je postigao 0 golova, stoga je u sezoni 2015./16. posuđen klubu Bohemians 1905. Za Bohemians 1905 zabio je osam golova u 27 utakmica te je tijekom te sezone bio prvi put pozvan u češku reprezentaciju.

### Sampdoria
U lipnju 2016. prešao je u Sampdoriju za iznos od 4 milijuna eura. U svojoj prvoj sezoni za klub u ligi je zabio 11 golova u 32 utakmice. Tijekom te sezone u ligi je igrao samo 14 puta od prve minute te je uspio zabiti jedan gol svakih 137 minuta. U svibnju 2017. odbio je produžiti ugovor jer je smatrao da će ostvariti transfer u neki drugi klub. Idući mjesec Juventus je aktivirao njegovu otkupnu klauzulu od 30 milijuna eura,  no Juventus se 18. srpnja odlučio povući iz dogovora jer Schick dva puta nije uspio proći liječnički pregled.

### Roma
Dana 28. kolovoza 2017. Schick je posuđen Romi za 5 milijuna eura s uvjetom obavezne kupnje nakon što su postignuti određeni sportski ciljevi. Početni iznos tog transfera iznosio je 9 milijuna eura te je mogao narasti za još 8 milijuna eura preko bonusa. Za Romu je u 58 utakmica uspio postići samo 8 golova.

### RB Leipzig (posudba)
Dana 2. rujna 2019. RB Leipzig objavio je da je doveo Schicka na posudbu do kraja sezone s opcijom kupnje. Svoj prvi gol za RB Leipzig postigao je 11. studenog 2019. u utakmici protiv Paderborna koju je RB Leipzig izgubio 2:3. Tijekom te sezone postigao je 10 golova u 28 utakmica te je njegov klub završio na 3. mjestu u Bundesligi i u polufinalu UEFA Lige prvaka.

### Bayer Leverkusen
Dana 8. rujna 2020. prešao je u Bayer Leverkusen za 26,6 milijuna eura plus bonuse. S klubom je potpisao petogodišnji ugovor. Svoj prvi gol u Europskoj ligi postigao je 26. studenog 2020. u utakmici protiv Hapoel Be'er Sheve koja je izgubila 4:1. Postigao je četiri gola 4. prosinca 2021. u utakmici Bundeslige protiv Greuther Fürtha koji je poražen s visokih 7:1. S 24 postignuta pogotka bio je drugi najbolji strijelac Bundeslige te sezone (2021./22.), nakon Roberta Lewandowskog s 35 postignutih pogodaka. S Bayerom je osvojio Bundesligu u sezoni 2023./24.

## Reprezentativna karijera
Tijekom omladinske karijere igrao je za sve selekcije Češke od 16 do 21 godine, osim one do 20 godina.
Za A selekciju Češke debitirao je 27. svibnja 2016. u prijateljskoj utakmici protiv Malte koja je poražena 6:0. U toj utakmici ušao je kao zamjena u 66. minuti te je postigao svoj prvi gol i asistenciju za A selekciju.
Dana 25. svibnja 2021. bio je uvršten u momčad Češke za odgođeno Europsko prvenstvo 2020. U prvoj utakmici grupne faze odigrane 14. lipnja protiv Škotske, Schick je zabio jedina dva gola, uključujući gol s polovice terena (45 m). Taj je gol proglašen golom natjecanja te je bio nominiran za Puskása. To je bio najdalji postignuti gol na nekom Europskom prvenstvu od Europskog prvenstva 1980. Time je postao prvi igrač Češke koji je zabio dva gola na nekom natjecanju od Tomáša Rosickýja na Svjetskom prvenstvu 2006. te prvi koji je zabio dva gola na Europskom prvenstvu od Milana Baroša 2004. Četiri dana kasnije postigao je gol protiv Hrvatske iz penala za konačnih 1:1. Svoj četvrti pogodak na natjecanju postigao je 27. lipnja u utakmici osmine finala protiv Nizozemske koja je završila 0:2. Svoj peti i posljednji pogodak postigao je 3. srpnja u četvrtfinala protiv Danske od koje je Češka ispala izgubivši 1:2. Schick je na toj utakmici izjednačio rekord Milana Baroša za najboljeg češkog strijelca na nekom izdanju Europskog prvenstva. S pet postignutih pogodaka bio je najbolji strijelac Europskog prvenstva 2020. uz Cristiana Ronalda.

## Priznanja

### Individualna
- Češki nogometaš godine: 2021.,[36] 2022.[37]
- Češka zlatna lopta: 2022.[38]
- Češki talent godine: 2016.[39]
- Srebrena lopta Europskog prvenstva: 2020.[40]
- Gol natjecanja Europskog prvenstva: 2020.[25]
- Igrač mjeseca Bundeslige: prosinac 2021.[41]
- Član kickerove momčadi sezone Bundeslige: 2021./22.[42]

### Klupska
Sparta Prag
- Prva češka nogometna liga: 2013./14.[3]
- Češki nogometni kup: 2013./14.[3]
- Češki nogometni superkup: 2014.

Bayer Leverkusen
- Bundesliga: 2023./24.[20]
- DFB-Pokal: 2023./24.
- UEFA Europska liga (finalist): 2023./24.

### Reprezentativna
Češka
- China Cup (bronca): 2018.[44]

## Vanjske poveznice
- Profil, Fotbal DNES